# 別科沃區

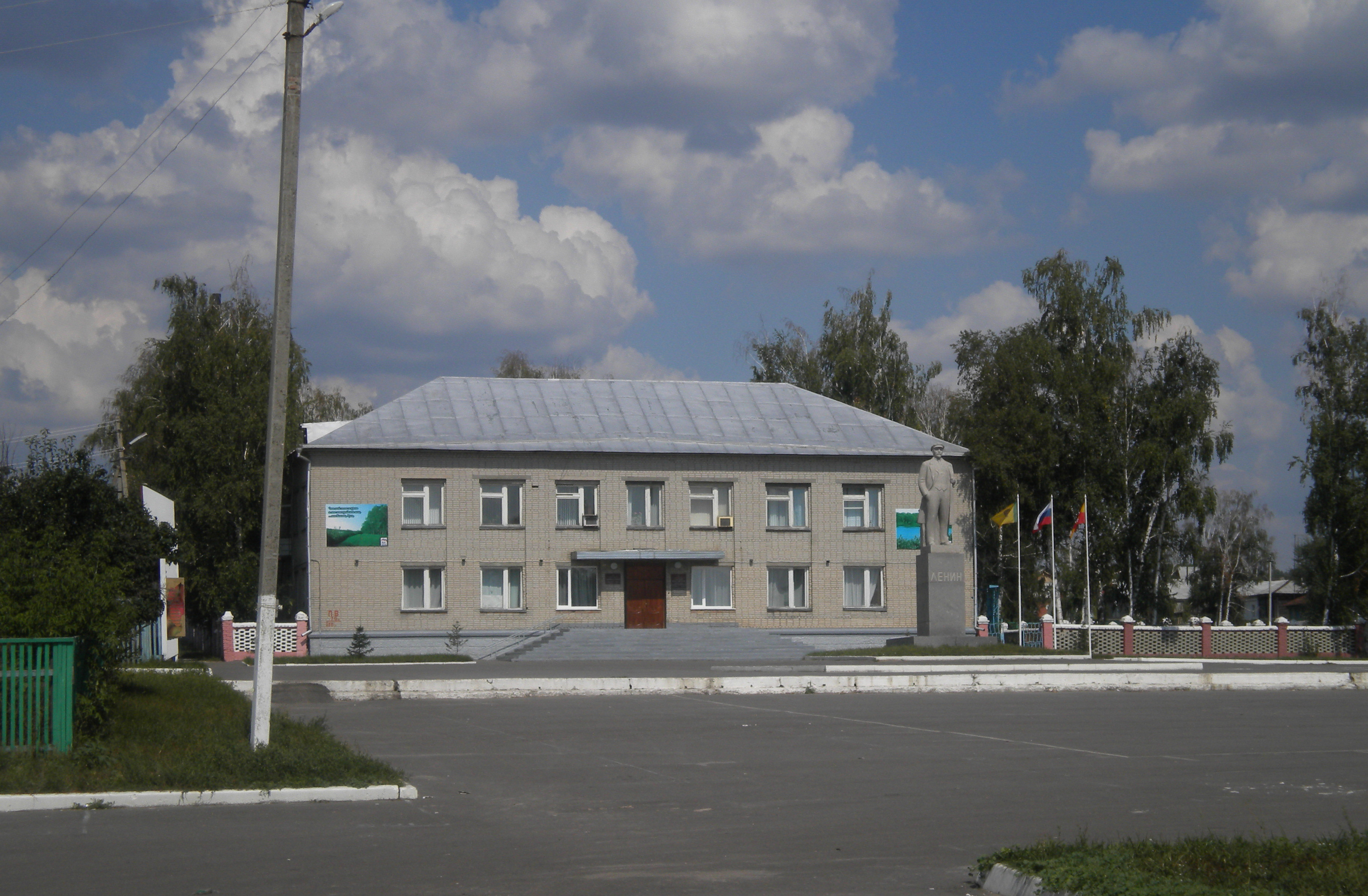

52°27′54″N 43°42′36″E / 52.46500°N 43.71000°E
別科沃區（俄语：Бековский район），是俄羅斯的一個區，位於該國西南部，由奔薩州負責管轄，面積1,016平方公里，2010年該區人口17,531，人口密度每平方公里17.25人。